# Leonard Percy de Wolfe Tilley
Pour les articles homonymes, voir Tilley.
Leonard Percy de Wolfe Tilley (né le 21 mai 1870, décédé le 26 décembre 1947) est un homme politique et premier ministre du Nouveau-Brunswick. 

## Biographie
Né à Ottawa, il est le fils de Samuel Leonard Tilley, un des Pères de la Confédération, et il passe son enfance à Fredericton. Décédé en Saint-John.